# 池田彩 (女優)
池田 彩（いけだ あや、1992年9月29日 - ）は、日本の振付師、ダンサー、女優、ボイストレーナー、マジシャン（いけだあや名義）である。De-LIGHT所属。

## 人物・来歴
趣味は、舞台観劇・プリクラ集め・ミサンガ作り・サックス。特技は、ダンス・歌。
2019年10月よりマジックバー手品家にて「いけだあや」の名前でマジシャンとしての活動も始める。
2021年3月、結婚したことを自身のTwitterとInstagramで報告。
2022年8月、第1子を出産したことを報告。
2023年5月、M&Sカンパニーを退所し、De-LIGHTへ移籍。
2023年より「新しい銀座の歌」プロジェクトにシンガーとして参加し、歌唱を担当した「Ginza Mood」が2024年10月にリリースされた。

## 出演

### 舞台
- 劇団四季『ライオンキング』（2003年） - ヤングナラ 役
- 劇団四季『南十字星』（2004年） - ミンチェ 役
- 『ソラリスの謎』（2005年） - 純 役
- 『フレンズ〜ガラクタ怪獣のなみだ〜』（2006年）
- 『寿司は別腹 ALWAYS ROOM for SUSHI』（2018年11月19日 - 2019年2月22日、京都SUSHI劇場） - パフォーマー兼ダンスリーダー
- 『ミュージカル「VOICE」』（2019年5月8日 - 12日、浅草六区ゆめまち劇場） - イディナ 役[7]
- 『今、僕は六本木の交差点に立つ』（2019年9月4日 - 8日、天王洲 銀河劇場）[8]
- 『ゆめまち同窓会』（2019年10月22日、中目黒キンケロ・シアター）
- ミュージカル『モンタージュ〜届けたい一通のラブレター〜』（2020年10月14日 - 18日、大塚 萬劇場） - 畑山晴香 役[9]
- 『脳漿炸裂ガール2 〜俗物奇行〜Anarchy in the Journey』（2021年6月2日 - 6日、品川 六行会ホール） - 偏食求道ガール 役[10]
- パン・プランニング『ダンスレボリューション〜ホントのワタシ〜2021』（2021年8月20日 - 22日、新宿 こくみん共済 coop ホ－ル／スペース・ゼロ[注釈 2]） - ゆりか 役[11]
- 『ツキトオカト』（2021年11月27日 - 28日、高田馬場ラビネスト）[12]
- 『ミュージカル「VOICE」』（2020年4月28日 - 5月5日、池袋 シアターグリーン BIG TREE THEATER[注釈 2] 2021年4月29日 - 5月9日、池袋 シアターグリーン BIG TREE THEATER[注釈 2] 2022年2月1日 - 6日、川崎市アートセンター アルテリオ小劇場[注釈 2]） - 記者あゆみ 役、ダンサー
- おぶちゃ Dance Stage『ナナナナ-七夕の夜に-』（2024年7月3日 - 7日、品川 六行会ホール） - キク 役[13]
- 『MUSICAL「追憶のアンブレラ 〜VOICE 2024〜』（2024年11月7日 - 10日、池袋 シアターグリーン BIG TREE THEATER） - シンシア 役[14]
- 『オトト、トモニ。〜僕が選んだ君と僕〜』（2025年6月18日 - 22日、荻窪 オメガ東京）[15]
- ミュージカル『モンタージュ〜届けたい一通のラブレター〜』（2025年7月24日 - 27日、上野ストアハウス） - 畑山晴香 役[16]

### テレビ
- 仮面ライダーカブト 第37話 - 第38話（2006年、テレビ朝日） - カスミ 役